# 絵本美希
絵本 美希（えもと みき、1969年7月24日 - ）は、日本の元アイドル。北海道出身。

## 経歴
1986年　東鳩製菓・渡辺プロダクション主催の『第1回　東鳩オールレーズンプリンセスコンテスト』にて、グランプリを受賞した新井田雅樹と共に北海道代表に選出される。賞は逃したものの、審査員であったCMディレクター佐々木隆信にスカウトされ、東鳩『ポップ&キャラメルコーン』のCMに抜擢される。共演者は、AKBの武藤十夢の父で高校生モデルの武藤大助であった。
1987年　月刊デビューにて募集の創映新社主催、声優オーディションにてグランプリを受賞。その際、創映新社は、岩城滉一・ 安田成美出演映画『南へ走れ、海の道を!』の制作会社などと書かれていた。受賞直後より、絵本一人で雑誌『投稿写真』、『Momoco』等の撮影が入る。しかし、アニメ『レモンエンジェル』の内容を知った準グランプリ、入賞者などは賞を辞退。入賞の島えりかと事務所に所属していた桜井智が参加し、レモンエンジェルが誕生。
1987年10月より、フジテレビ深夜放送、『アニメ　レモンエンジェル』、TBSラジオ、『あぶないCパーティー』がスタート。　1987年12月、LP『レモンエンジェル ファースト』を発売。1988年、集英社『ヤングジャンプ』のカレンダーや雑誌の表紙を飾る。　1988年5月、ポニーキャニオンより『第一級恋愛罪』でシングルレコードデビュー。　その後、シングル5枚アルバム4枚を発売。　1989年3月、日本青年館にてコンサート。満席にする。
1989年8月より、井森美幸主演の日本テレビ系列局で放送のドラマ『夏休み別荘物語』に出演。
1990年、レモンエンジェル解散。
1993年4月、北海道のスポーツ新聞『道新スポーツ』にて、「元レモンエンジェル」の美希ちゃんが転身。ソニーミュージックエンターテイメント、プロモーターで頑張ってますと一面を飾る。　1994年、ユースケ・サンタマリアがボーカルを務めるラテンバンドBINGO BONGO（Ki/oon Sony Records所属）の元アイドル美人マネージャーとして雑誌SPA!に掲載される。
1996年から1998年、セントラル子供タレントのママ部門に所属。ユニ・チャームトレパンマン、東武グループなど多数のCMに出演。
2000年代以降は目立った活動が見られず近況は不明であったが、2025年に櫻井智が死去した際に島えりかが絵本と連名で追悼コメントを発表している。

## 出演作品
太字は主役・メインキャラクター

### テレビアニメ
1987年
- ミッドナイトアニメ・レモンエンジェル（ミキ：絵本美希）

### OVA
- プロジェクトA子3 シンデレラ・ラプソディ

### テレビドラマ
- 夏休み別荘物語（1989年、日本テレビ）